# Вороняки (село)
Вороняки (укр. Вороняки) — село в Золочевской городской общине Золочевского района Львовской области Украины.
Население по переписи 2001 года составляло 3122 человека. Население в 2025 году составляет 2955 человек. Занимает площадь 7,24 км². Почтовый индекс — 80751. Телефонный код — 3265.